# Authie (Somme)
|  | Aquest article tracta sobre el municipi al departament del Somme. Si cerqueu el riu que travessa el mateix departament, vegeu «Authie (riu)». |

Authie és un municipi francès al departament del Somme (regió dels Alts de França). L'any 2007 tenia 274 habitants.

## Demografia

### Població
El 2007 tenia 274 habitants en 98 famílies.

### Habitatges
El 2007 hi havia 113 habitatges, 98 eren l'habitatge principal de la família, 1 era una segona residència i 14 estaven desocupats. Tots els 113 habitatges eren cases. Dels 98 habitatges principals, 83 estaven ocupats pels seus propietaris, 14 estaven llogats i ocupats pels llogaters i 1 estava cedit a títol gratuït; 2 tenien dues cambres, 7 en tenien tres, 17 en tenien quatre i 72 en tenien cinc o més. 68 habitatges disposaven pel capbaix d'una plaça de pàrquing. A 34 habitatges hi havia un automòbil i a 56 n'hi havia dos o més.

### Piràmide de població
La piràmide de població per edats i sexe el 2009 era:
| Homes | Edats   | Dones |
| ----- | ------- | ----- |
| 0     | 95 o +  | 4     |
| 0     | 90 a 94 | 0     |
| 0     | 85 a 89 | 4     |
| 8     | 80 a 84 | 4     |
| 12    | 75 a 79 | 12    |
| 12    | 70 a 74 | 12    |
| 8     | 65 a 69 | 4     |
| 0     | 60 a 64 | 8     |
| 0     | 55 a 59 | 0     |
| 4     | 50 a 54 | 8     |
| 8     | 45 a 49 | 0     |
| 4     | 40 a 44 | 8     |
| 16    | 35 a 39 | 4     |
| 12    | 30 a 34 | 8     |
| 0     | 25 a 29 | 8     |
| 0     | 20 a 24 | 4     |
| 0     | 15 a 19 | 8     |
| 12    | 10 a 14 | 8     |
| 12    | 5 a 9   | 4     |
| 8     | 0 a 4   | 12    |

## Economia
El 2007 la població en edat de treballar era de 162 persones, 131 eren actives i 31 eren inactives. De les 131 persones actives 119 estaven ocupades (65 homes i 54 dones) i 12 estaven aturades (6 homes i 6 dones). De les 31 persones inactives 10 estaven jubilades, 10 estaven estudiant i 11 estaven classificades com a «altres inactius».

### Ingressos
El 2009 a Authie hi havia 99 unitats fiscals que integraven 277 persones, la mediana anual d'ingressos fiscals per persona era de 17.522 €.

### Activitats econòmiques
Dels 8 establiments que hi havia el 2007, 1 era d'una empresa extractiva, 3 d'empreses de construcció, 1 d'una empresa de comerç i reparació d'automòbils, 1 d'una empresa d'hostatgeria i restauració, 1 d'una empresa financera i 1 d'una empresa de serveis.
Dels 3 establiments de servei als particulars que hi havia el 2009, 1 era una lampisteria, 1 electricista i 1 restaurant.
L'any 2000 a Authie hi havia 8 explotacions agrícoles que ocupaven un total de 545 hectàrees.

## Equipaments sanitaris i escolars
El 2009 hi havia una escola elemental.

## Poblacions properes
El següent diagrama mostra les poblacions més properes.